# Plinska peć
Plinska peć ima prednosti grijanja prostorija plinom, prema grijanju s čvrstim gorivima, a one su sljedeće: posluživanje je jednostavno, brzo ugrijavanje i čisti pogon, otpada doprema goriva i odstranjivanje pepela, regulacija temperature može biti automatska prema vanjskoj temperaturi, te mogućnost točnog određivanja potroška plina pomoću plinomjera. Nedostaci su takvog grijanja: visoki pogonski troškovi, opasnost trovanja kad su naprave neispravne i ponekad poteškoće pri gradnji odvodnih kanala za plinove izgaranja.

## Podjela
Prema načinu odavanja topline razlikuju se peći sa zračenjem topline i peći s konvekcijom (strujanjem) topline.  

### Plinske peći sa zračenjem topline
Plinski radijatori izrađuju se od lijevanoga željeza ili zavarena čeličnog lima, a sastavljeni su od pojedinih članaka. U donjem, otvorenom prostoru za izgaranje smješten je gorionik. Plinovi izgaranja prolaze kroz šupljine članaka, skupljaju se u gornjem dijelu i odvode u dimnjak.

### Plinske žarne peći
Plinske žarne peći imaju u donjem dijelu Bunsenov plamenik. Plamen upaljena plina užari ugrađenu ploču od magnezita ili gline, koja predaje prostoriji pretežni dio topline zračenjem. Iznad užarena tijela obično su smještene ogrjevne plohe, koje preostali dio topline predaju okolini konvekcijom (prijenos topline strujanjem). Kroz gornji plašt peći odvode se dimni plinovi u dimnjak.
Zbog visokih površinskih temperatura te se peći mogu upotrebljavati samo za privremeno grijanje nekih prostorija (na primjer kupaonica). 
Za sve plinske peći treba predvidjeti odvodni vod za plinove izgaranja, koji se priključi na posebno izvedeni dimnjak. Da se spriječi zastoj uzgona u dimnjaku, odnosno povratno strujanje zbog vjetra, pri čemu bi se mogao plamen plamenika utrnuti, potrebno je predvidjeti prekidač propuha s osiguranjem od protustrujanja.

### Plinske peći s infracrvenim zračenjem
Za grijanje visokih dvorana, tvorničkih hala i slično upotrebljavaju se stropne plinske grijalice posebne izvedbe. U tim grijalicama dovodi se preko Bunsenova plamenika smjesa plina i zraka u neku poroznu masu, gdje pod utjecajem katalizatora smjesa izgara bez ostataka. Pri tom proizvodi površinsku temperaturu od 800 do 900 °C (svijetlocrveni žar). Zbog visoke temperature usijanih ploča od šamota ili drugog materijala, ploče emitiraju infracrvene zrake (duljina valova toplinskog zračenja od 0,8 do 4 μm), koje se na ozračenim površinama pretvore u toplinsku energiju i zagriju ih. 
Priključuju se na gradsku plinsku mrežu. Svaka jedinica plamenika ima žarnu plohu od 120 x 180 mm. Potrošak plina iznosi od 0,8 do 1 m3/h. Od proizvedene topline u grijalici predaje se zračenjem na 8 do 10 m2 površine prostorije toplinski učin od 1,75 do 2,1 kW.
Veće grijalice dobivaju se sastavljanjem više osnovnih jedinica. Gustoća dozračene energije iznosi, već prema opterećenju, od 50 do 100 W/m2.
Zbog visokih površinskih temperatura moraju se grijalice smjestiti dovoljno visoko, najmanje 4 metra iznad glave ljudi. Budući da se plinovi izgaranja odvode neposredno u prostoriju, potrebno je predvidjeti posebne otvore u stropu za odvod tih plinova. 

### Plinske peći s konvekcijom topline
Za grijanje prostorija gdje ljudi borave veći dio dana nisu podesne plinske grijalice sa zračenjem topline zbog nehigijenskih visokih površinskih temperatura. Za trajno grijanje prostorija izvode se plinske peći sa zaštitnim plaštom od čeličnog ili aluminijskog lima i cirkulacijom zraka kroz kanale oko vrućih površina. Tu se toplina predaje pretežno konvekcijom zraka u prostoriji. 
U novije vrijeme najviše se grade plinske peći obložene šamotnim opekama i keramičkim pločicama (takozvane kaminske peći). Toplinski im je učin do 12 kW. 
Noviju izvedbu plinske predstavljaju peći za smještaj ispod prozora, odnosno uz vanjski zid zgrade. Tada nije moguće graditi posebne dimnjake za pojedine peći, pa se neposredno kroz otvor u vanjskom zidu dovodi svježi zrak i odvode plinovi.

## Sigurnosni uređaji
Za sve plinske naprave treba predvidjeti posebno osiguranje da ne bi neizgorjeli plin strujao u prostoriju i štetno djelovao na okolinu. Postoje dvije izvedbe:
- bimetalni osigurač. Ručno upaljen ili trajno goreći plamen grije bimetalnu polugu koja otvara ventil za dovod plina. Ako se plamen utrne, ventil se zatvara.
- termoelektrični osigurač. Ručno se otvara ventil za dovod plina za paljenje. Plamen plina ugrije termoelement koji proizvodi istosmjernu struju s električnim naponom od 30 do 50 mV pri oko 600 °C, te pomoću elektromagneta drži ventil plina otvorenim. Ako se plamen utrne, prestaje proizvodnja struje i ventil se za dovod plina zatvara.

### Uređaj za paljenje
Starije peći su se palile ručno različitim upaljačima. U novije se vrijeme upotrebljava piezoelektrični upaljači, koji se koristi svojstvom nekih kristala (kremen i drugi), pa se zbog mehaničkog udara deformiraju i električki nabijaju. Pomoću induktora električni napon se povećava do 20 kV. Električnim upaljačima s užarenom spiralom moguće je upaliti plin iz veće udaljenosti. 
Regulacija plinskih peći može biti ručna, prema potrebi rukom se više ili manje otvara ventil za plin, ili automatska, s automatskim uređajima za uklapanje i podešavanje pomoću termostata i magnetskih ventila.